# Canister (emballage)
Pour les articles homonymes, voir canister.

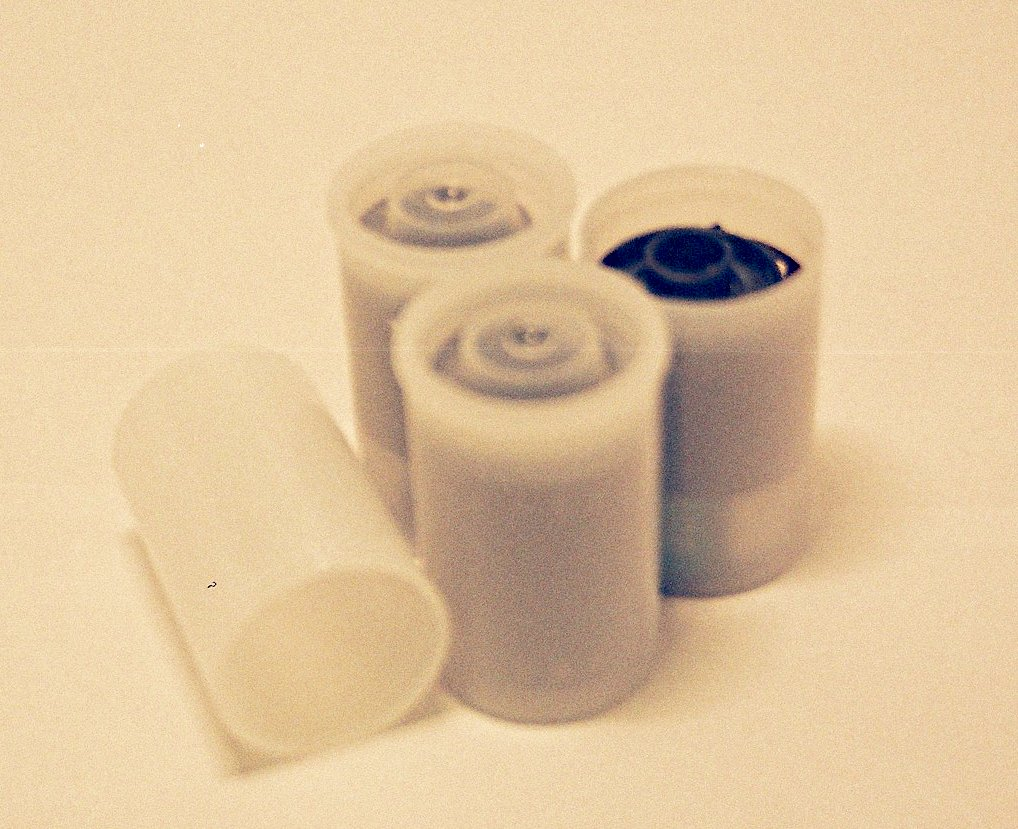
Canisters de pellicules photographiques.

Un canister est un emballage d'allure cylindrique qui s’ouvre en totalité à une extrémité au moins,. Par exemple, l’emballage des pellicules photo 35 mm illustre parfaitement cette catégorie.
En ce sens, c'est un emprunt à l'anglais canister, terme issu de l'italien canistro « panier. » 
La forme abrégée can, en anglais, se réfère plus précisément à une boîte de conserve en métal.
En France, l'usage du mot canister couvre essentiellement les boîtes décorées qui protègent les alcools. On en trouve également pour des boîtes de jeux, comme support PLV, coffret promotionnel, cadeau… Il s'agit le plus souvent d'un suremballage.
Les possibilités de finition sont multiples :
- le plus souvent, le tube ou corps du canister est en carton enroulé, comme une broche ;
- parfois il est en métal et dans le très haut de gamme (coffret cadeau ou emballage d'un flacon de parfum), il peut être en bois.

Les extrémités sont volontiers en métal serti sur le carton, plus communément on trouve désormais des bouchons plastiques. Les tubes pour la protection de plans et posters peuvent avoir un bouchon télescopique, également constitué d'un tube carton.